# Carlo Ballesi

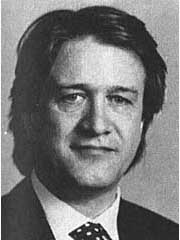
Carlo Ballesi

Carlo Ballesi (nascido em 14 de outubro de 1949) é um político italiano que actuou como senador (1992–1996) e prefeito de Macerata por dois mandatos (1987–1990 e 1990–1992).